# Enallagma civile

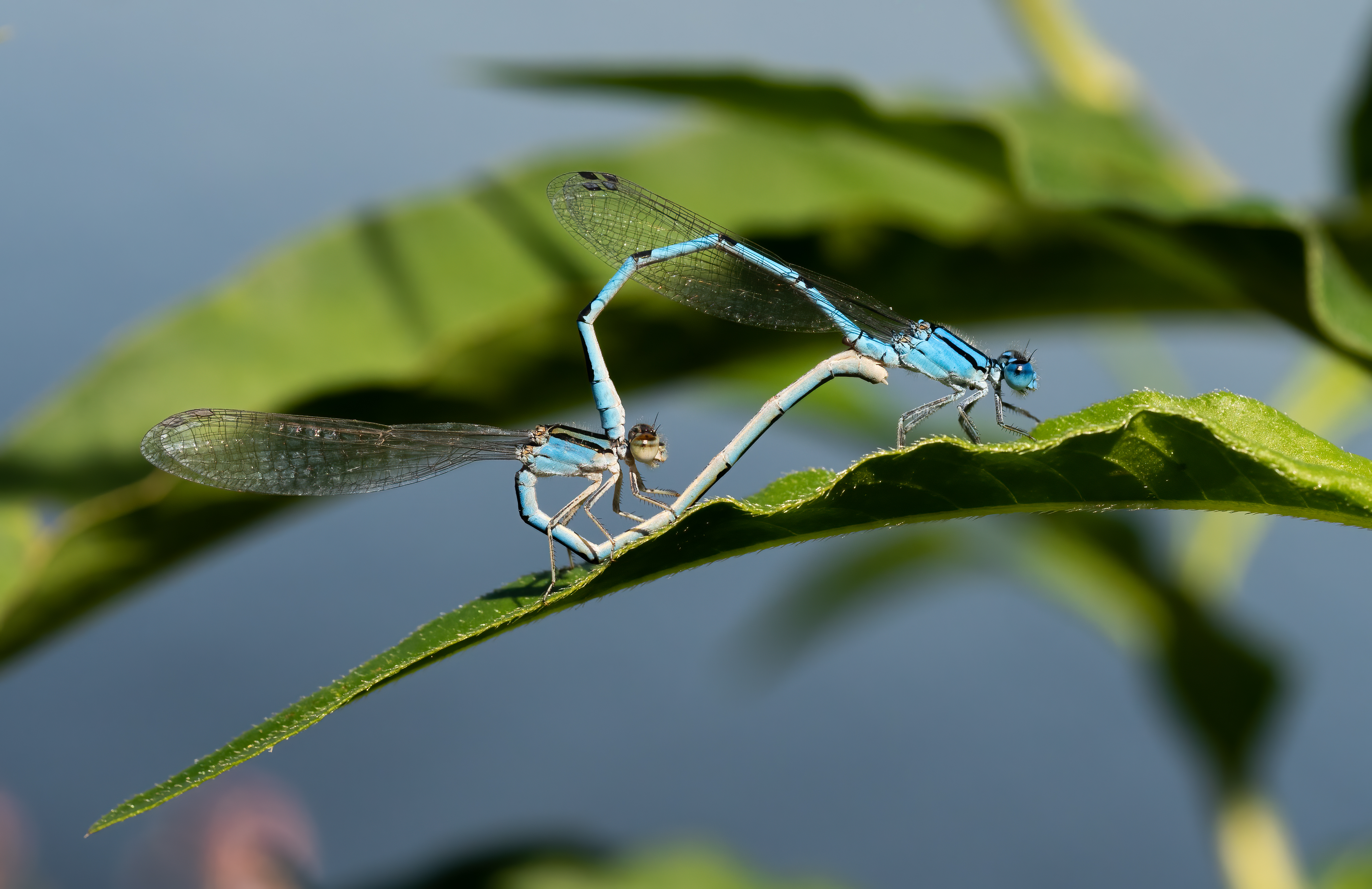
Спарювання представників виду

Enallagma civile — це бабка з родини стрілкові, яка поширена на більшій частині Сполучених Штатів Америки та південної Канади.